# Койсан
Койсан е името на две основни етнически групи от южна Африка. От началото на късния старокаменен период, ловно-събираческите култури, известни като Сангоан, заемали южна Африка в области, където годишните валежи са по-ниски от 1 метър и съвременните кой и сан народи имат белези, подобни на тези на древните сангоански скелетни останки. Двата народа имат общи физически и езикови черти и изглежда очевидно, че кой са се разклонили напред от сан чрез приемане на пастирството на едър рогат добитък и кози от съседните племена банту. Койсан са първоначални обитатели на по-голямата част от южна Африка отпреди преселенията на банту на Юг, дошли по източния и западния браг на Африка, и по-късната европейска колонизация.
Културно те са разделени на ловците-събирачи сан (по-известни в България като бушмени) и пастирите кой (известни и като хотентоти). Койсанските езици са известни със своите цъкащи съгласни.
През вековете много разклонения на койсанските народи са погълнати или изместени от народите банту, преселващи се на Юг в търсене на нови земи, особено кхоса и зулу, които възприели койсанските цъкания и някои заемки. Койсан са оцелели в пустинята или в области със зимни дъждове, които не са подходящи за културите, отглеждани от банту. По време на колониалната епоха те живеят в Южна Африка, Намибия и Ботсуана и са били избивани поголовно от холандските и английските заселници в геноцидни акции. Ти имат голям дял в родословието на южнофариканското цветно население.
Днес бушмените (сан) живеят най-близо до местата, където са живели техните прадеди ловци-събирачи, в пустинята Калахари.
Според неутрален генен анализ койсан са близки до други народи от Черна Африка. Физически обаче койсан с тяхното ниско телосложение, жълтокафява кожа, монголоидна гънка на клепачите и малки ръце и крака са твърде различни от по-тъмнокожите народи, които съставляват по-голямата част от населението на Африка. Две отличителни черти на койсанските жени са техните удължени малки срамни устни и склонността към стеатопигия () — черти, които допринасят много за интереса в Европа към т.нар. Хотентотска Венера. Трябва да се отбележи, обаче, че физическите разлики между койсан и други народи намаляват поради смесени бракове.
Койсан имат най-голямо генетично разнообразие в Митохондриална ДНК от всички човешки населения по света. Данните от Y хромозомите също показват, че те са един от първите разклонения на основното човешко родословно дърво. Самите бушмени (сан) казват, че те са дошли първи от всички човеци и са подкрепени не само от генетични, но и от археологически доказателства. Всички отличителни особености на всички човешки разновидности от тези в Източна Азия до тези в Северна Европа и Америките имат източници във физиологията на койсан.

### На английски език
- Barnard, Alan (1992) Hunters and Herders of Southern Africa: A Comparative Ethnography of the Khoisan Peoples. New York; Cambridge: Cambridge University Press, 1992.
- Lee, Richard B. (1976), Kalahari Hunter-Gatherers: Studies of the !Kung San and Their Neighbors, Richard B. Lee and Irven DeVore, eds. Cambridge: Harvard University Press.
- Lee, Richard B. (1979), The !Kung San: Men, Women, and Work in a Foraging Society. Cambridge: Cambridge University Press.
- Smith, Andrew; Malherbe, Candy; Guenther, Mat and Berens, Penny (2000), Bushmen of Southern Africa: Foraging Society in Transition. Athens: Ohio University Press. ISBN 0-8214-1341-4
- Thomas, Elizabeth Marshall. The Harmless People.